# Casa Francesc Simon
La casa Francesc Simon és un edifici d'habitatges situat al Passeig de Gràcia, 3 de Barcelona.

## Història i descripció
El 1912, Francesc Simon i Font, un dels fundadors de l'editorial Montaner i Simon, va demanar permís per a construir un edifici de planta baixa, soterrani i quatre pisos, segons el projecte de l'arquitecte Josep Domènech i Estapà. Dos anys més tard, va presentar un projecte de reforma del mateix autor, que hi afegia una tribuna al pis principal amb balustrades a banda i banda, i dues tribunes semicilíndriques als extrems dels pisos superiors, així com un àtic amb mansarda.
També hi visqué el seu cunyat Ramon Bach i Bobés, accionista i gerent de l'editorial. Posteriorment, acollí les oficines de l'empresa Babcock & Wilcox, i actualment hi ha la seu del consolat de Qatar.